# Robert Fripp

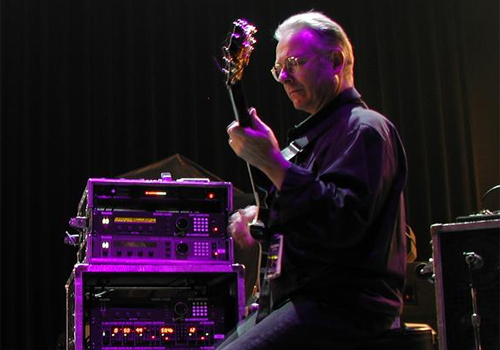
Robert Fripp, 2007

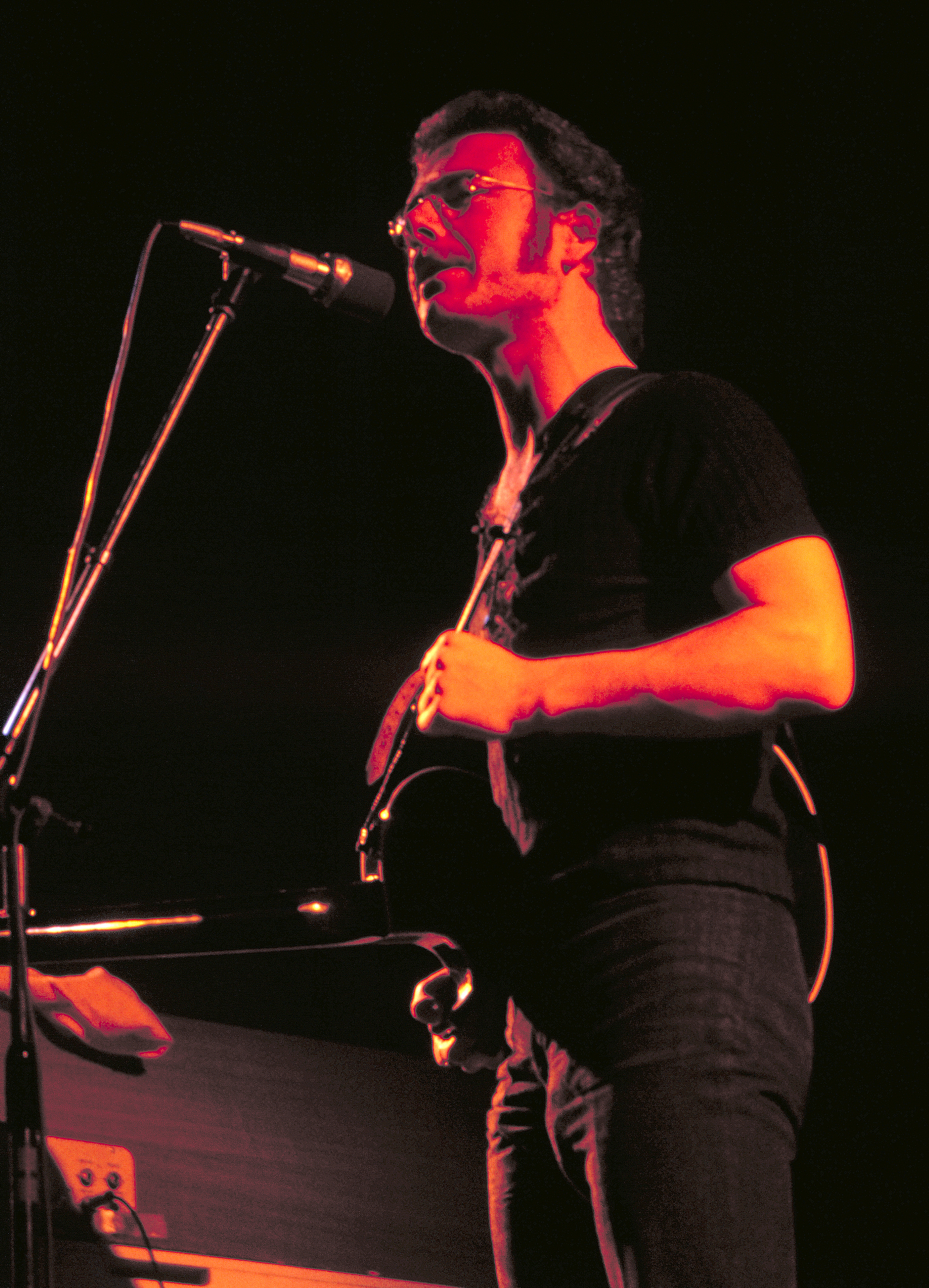
Robert Fripp auf Tournee mit King Crimson im Jahr 1973

Robert Fripp (* 16. Mai 1946 in Wimborne Minster, Dorset) ist ein britischer Gitarrist und Komponist. Er ist Gründungsmitglied und einziges konstantes Mitglied der Progressive-Rock-Gruppe King Crimson.

## Leben
Robert Fripp wurde als Sohn eines Immobilienmaklers geboren. An Weihnachten 1957, im Alter von elf Jahren, bekam er von seinen Eltern eine Gitarre geschenkt. Er nahm Gitarrenunterricht, spielte Rock, wechselte mit 13 zum traditionellen Jazz und mit 15 zum modernen Jazz. Zu dieser Zeit war er von Jazzmusikern wie Charlie Parker und Charles Mingus beeinflusst.
Trotz seiner Neigung zum Jazz gründete Fripp 1961 mit seinen Schulkameraden Graham Wale (Schlagzeug, später ersetzt durch Chris 'Fergy' Ferguson), Gordon Haskell (Bassgitarre) und Tino Licinio (Gesang / Gitarre) eine kurzlebige Rockband namens The Ravens. Zu dieser Zeit plante er, Immobilienverwaltung zu studieren und schließlich das Geschäft seines Vaters zu übernehmen. Mit 17 Jahren entschied er sich aber, Berufsmusiker zu werden.
Nach seiner Mitgliedschaft bei den Bands League of Gentlemen und Majestic Dance Orchestra tat er sich 1967 mit den Brüdern Peter und Michael Giles von Trendsetters Limited zusammen und nahm 1968 mit ihnen ein Album auf. Mit Michael Giles gründete er 1969 King Crimson, danach blieb er durch die wechselvolle Entwicklung der Band hindurch das einzige konstante Mitglied. In den „Ruhephasen“ der Band veröffentlichte er zahlreiche Soloalben, spielte als Gast bei verschiedenen Musikern, gründete eine Gitarrenschule (Guitar Craft) sowie eine Plattenfirma (Discipline Global Mobile (DGM)) und produzierte Platten für befreundete Musiker (etwa Septober Energy von Centipede oder das Debüt der Folk-Schwestern The Roches).
Zusammen mit Brian Eno experimentierte er seit 1972 mit einer von ihm selbst als „Frippertronics“ bezeichneten Methode zur Klangerzeugung mittels Tonband-Experimenten, wie sie Terry Riley bereits seit 1963 mit dem Time Lag Accumulator („Verzögerungsspeicher“) – einer Art Vorläufer der späteren Echogeräte – unternahm. Die Idee dazu stammte angeblich von einem unbekannten Toningenieur, der zu dieser Zeit für Riley arbeitete. Zur Erzeugung von „Frippertronics“ wurden zwei Tonbandgeräte (Revox A77) benutzt: Das erste Gerät zeichnet das Eingangssignal des Instruments auf. Das Tonband durchläuft sodann das zweite Gerät. Von dort wird das Signal wiedergegeben und dem Eingangssignal im ersten Bandgerät beigemischt. Der ursprünglich erzeugte Ton wird also wiederholt („geloopt“) und ergänzt durch den neuen Ton des Instruments. Die gemeinsam mit Brian Eno eingespielten Alben No Pussyfooting und Evening Star sind auf Basis dieser Technik entstanden.
Später ersetzte Fripp die mechanische Loop-Technik der „Frippertronics“ durch den Einsatz von Gitarren-Synthesizern und nannte die so erzeugten Klänge Soundscapes. Fripp hat mehrere Soloalben nur mit Soundscapes eingespielt. Außerdem sind seine Klangexperimente auch auf Produktionen anderer Künstler zu finden (u. a. Midge Ure, Breathe). Im Jahr 2005 wurde er von der Firma Microsoft beauftragt, die Systemsounds für Windows Vista zu komponieren. „Exposure“ wurde in die Wire-Liste The Wire’s „100 Records That Set the World on Fire (While No One Was Listening)“ aufgenommen. 
Fripp gilt als „sehr englischer“, spleenig-intellektueller Rockmusiker – schon in den 1970er Jahren wurde er in der Musikpresse „Mr. Spock of Rock“ genannt. Er ist ein Anhänger von John G. Bennett und dessen Lehren, was in seiner ganzen Attitüde und besonders auch im Programm der von ihm gegründeten Gitarrenschule Guitar Craft erkennbar wird. In Fankreisen bekannt sind seine Aphorismen, Frippisms genannt.
Einige ausgewählte Musiker, mit denen Fripp im Laufe seiner Karriere zusammengearbeitet hat, sind David Bowie, zu dessen Song Heroes er das charakteristische Gitarren-Riff beisteuerte, Peter Hammill (Van der Graaf Generator), Adrian Belew, Brian Eno, Peter Gabriel, Deborah Harry (Blondie), Bill Bruford, David Sylvian, Andy Summers, Tony Levin, John Paul Jones sowie Greg Lake, der vor seinen Erfolgen mit Emerson, Lake & Palmer Bassist und Sänger bei King Crimson war. Auch bei den neuesten Produktionen von Porcupine Tree ist Fripp als Gast beteiligt.
Robert Fripp ist seit dem 16. Mai 1986 mit der Sängerin, Schauspielerin und Produzentin Toyah Willcox verheiratet. Während des ersten Lockdowns (COVID-19) im Mai 2020 nahm das Ehepaar jeden Sonntag in seiner Küche skurrile Coverversionen von berühmten Rock- und Punk-Songs auf und stellte sie auf YouTube. Mit Toyah & Robert's Sunday Lunch fand es weltweit eine Fangemeinde, die sich nicht nur von Toyahs Energie, sondern auch von Roberts Humor überrascht zeigte, und führte ihn deshalb weiter, mit bisher über 100 Millionen Views auf YouTube. Angesichts des Publikumserfolgs traten Toyah & Robert im Sommer 2023 auf den größten englischen Festivals wie Isle of Wight und Glastonbury auf und gingen im Oktober 2023 mit ihrer Sunday Lunch Rock Party auf eine England-Tournee.
Der Rolling Stone listete Fripp 2011 auf Rang 62 der 100 größten Gitarristen aller Zeiten. In einer Liste aus dem Jahr 2003 hatte er Rang 42 belegt.

## Diskografie

### Andere Projekte
- 1968: The Cheerful Insanity of Giles, Giles, and Fripp
- 1973: (No Pussyfooting) (mit Brian Eno)
- 1975: Evening Star (mit Brian Eno)
- 1975: Even Spaces (mit Brian Eno), Do-LP, Bootleg vom Konzert 28. Mai 1975, Paris Olympia
- 1979: Exposure
- 1980: God Save the Queen/Under Heavy Manners
- 1981: The League of Gentlemen (als The League of Gentlemen)
- 1981: Let the Power Fall: An Album of Frippertronics
- 1982: I Advance Masked (mit Andy Summers)
- 1984: Bewitched (mit Andy Summers)
- 1985: Network
- 1985: God Save the King (mit The League of Gentlemen)
- 1986: The League of Crafty Guitarists Live
- 1986: The Lady or the Tiger (mit Toyah Willcox)
- 1991: Kneeling at the shrine (mit Sunday all over the world)
- 1993: The First Day (mit David Sylvian)
- 1993: Kings
- 1994: The Bridge Between
- 1994: 1999 Soundscapes: Live in Argentina
- 1994: Damage (mit David Sylvian)
- 1994: Ffwd (mit The Orb)
- 1995: Intergalactic Boogie Express: Live in Europe …
- 1995: A Blessing of Tears: 1995 Soundscapes, Vol. 2 (live)
- 1995: Radiophonics: 1995 Soundscapes, Vol. 1 (live)
- 1996: That Which Passes: 1995 Soundscapes, Vol. 3 (live)
- 1997: November Suite: 1996 Soundscapes – Live at Green Park Station
- 1997: Pie Jesu
- 1998: The Gates of Paradise
- 1998: Lightness: Music for the Marble Palace
- 1999: The Repercussions of Angelic Behavior (mit Bill Rieflin und Trey Gunn)
- 2004: The Equatorial Stars (mit Brian Eno)
- 2006: Klänge für Microsoft Windows Vista
- 2007: Fear of a Blank Planet (mit Porcupine Tree)
- 2007: Nil Recurring (mit Porcupine Tree)
- 2008: Thread (mit Theo Travis)
- 2010: Live at Coventry Cathedral (mit Theo Travis)
- 2012: The Wine of Silence (mit Andrew Keeling, David Singleton)
- 2012: Discretion (mit Theo Travis)
- 2012: Follow (mit Theo Travis)
- 2015: Starless Starlight (mit David Cross)
- 2018: Between The Silence (mit Theo Travis)